# Polittico di Ognissanti

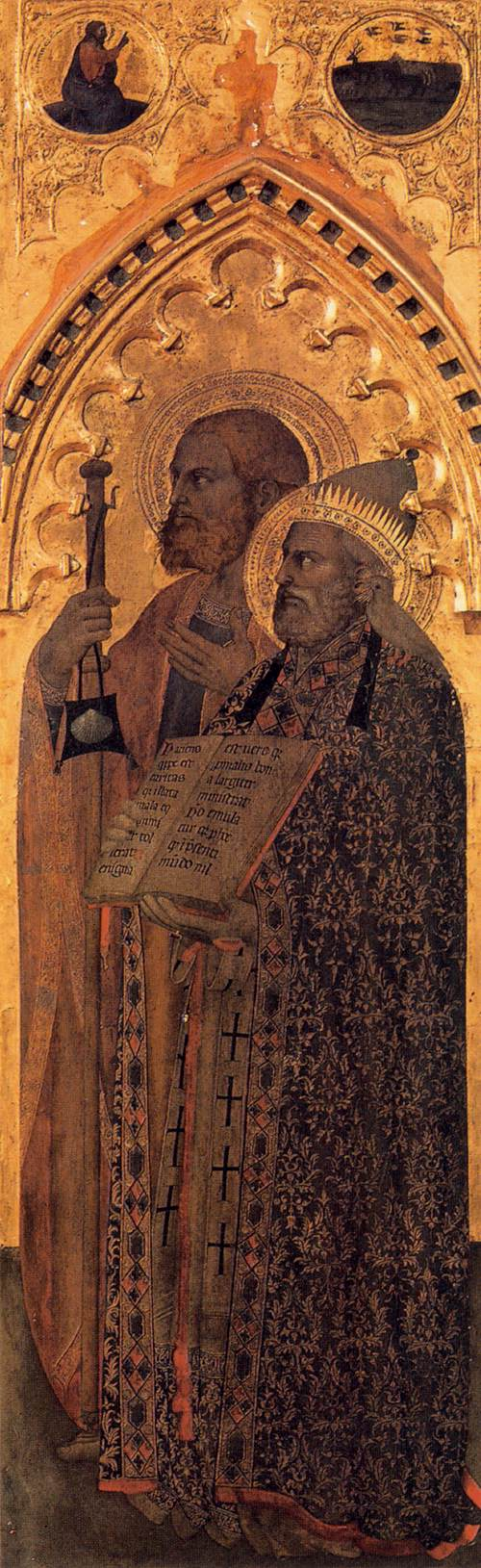
Santi Giacomo il Maggiore e Gregorio Magno

Il Polittico di Ognissanti è un dipinto a tempera e oro su tavola (pannelli maggiori 131x38 cm circa, pannelli minori 53x40) di Giovanni da Milano, databile al 1360 circa e conservato nella Galleria degli Uffizi a Firenze.

## Storia
Il polittico venne dipinto per l'altare maggiore della chiesa di Ognissanti a Firenze. Nel 1758 risultava già smembrato e con sole cinque tavole, secondo la testimonianza del Lami che parlo di tavola "pentaptycha", mentre alla fine del Seicento padre Tognocchi da Terrinca parlò di sette "lunette" della predella, poste sotto gli scomparti dei "cori", che vennero eliminate quando l'opera venne spostata dall'altare maggiore alla cappella del Santissimo Nome di Gesù.

## Descrizione e stile
Agli Uffizi si conservano oggi cinque pannelli laterali, con due figure di santi ciascuno, e altrettanti scomparti di predella con i Cori. In origine il polittico doveva essere composto in maniera simile a quello nel Museo civico di Prato, ma con sette scomparti: perduti risultano quello centrale e quello probabilmente all'estrema destra, col relativo "coro", oltre a tutte le cuspidi. Nei tondi dei pannelli laterali si vedono coppie di soggetti che simboleggiano una giornata della Genesi, per un totale appunto di sette. I due cori mancanti dovevano raffigurare Angeli e Confessori, secondo la descrizione del Tognocchi, mentre l'ultimo pannello avrebbe dovuto avere nei tondi la Creazione dell'uomo e della donna (Gregori). Sul soggetto del pannello centrale si sono fatte varie ipotesi: forse un Cristo giudice (Venturi e Marabottini), forse un'Incoronazione della Vergine (Marcucci, che Mina Gregori avrebbe individuato nel frammento nella collezione Torcuato Di Tella di Buenos Aires).
Sotto i Cori si doveva trovare una seconda predella, probabilmente con Storie della Vergine. Tra i pannelli della cimasa Boskovits riconobbe come pertinente al polittico un Thronum gratiae in collezione privata a Venezia.
I pannelli principali sono: 
- Santa Caterina d'Alessandria e santa Lucia, nei tondi il Caos
- Santo Stefano e san Lorenzo, Separazione della luce delle tenebre
- San Giovanni Battista e san Luca, Separazione della terra dalle acque, Creazione delle piante
- Incoronazione della Vergine? (pannello centrale), Museo Nacional de Bellas Artes, Buenos Aires
- San Pietro e san Benedetto, Creazione degli astri
- San Giacomo il Maggiore e san Gregorio Magno, Creazione degli animali
- Santi ignoti, Creazione dell'uomo e della donna (perduti)

I Cori sono:
- Coro delle sante vergini
- Coro dei santi martiri
- Coro degli apostoli
- Coro degli angeli (perduto)
- Coro dei patriarchi
- Coro dei confessori (perduto)
- Coro dei profeti

La ricchezza di personaggi e di santi si spiega con un omaggio del pittore a "tutti i santi" a cui era dedicata la chiesa.

## Possibile ricostruzione
|  |  |  |   |  |  |  |  |
|  |  |  | ? |  |  |  |  |
|  |  |  |   |  |  |  |  |
|  |  |  |   |  |  |  |  |